# Just Between You and Me
Just Between You and Me is een nummer van Foreigner-zanger Lou Gramm uit 1989. Het is de eerste single van zijn tweede soloalbum Long Hard Look na Ready or Not.
Het nummer haalde de 6e positie in de Amerikaanse Billboard Hot 100. In het Nederlandse taalgebied wist het nummer geen hitlijsten te bereiken.